# Karl Rudolf Ditmar
Karl Rudolf Ditmar (ur. 3 maja 1818 w Prenzlau, zm. 22 marca 1895 w Wiedniu) – niemiecki wynalazca, projektant i przedsiębiorca, współtwórca i właściciel jednego z największych na świecie przedsiębiorstw produkujących lampy naftowe.
W 1840 Rudolf zajął się handlem lampami olejowymi i wyrobami metalowymi, a wkrótce potem także naprawą lamp. W roku 1844, wraz ze swoim bratem Fryderykiem, założył pod nazwą Gebrüder Ditmar pierwszą w Wiedniu fabrykę produkującą lampy olejne (w 1858 zmienił nazwę przedsiębiorstwa na Lampen und Metallwarenfabrik R. Ditmar, co wynikało ze śmierci brata i przejęcia całości firmy przez Rudolfa). Po tym, gdy Ignacy Łukasiewicz i Jan Zeh wydestylowali z ropy naftowej naftę w 1852–1853, a następnie w 1853 Łukasiewicz skonstruował pierwszą lampę naftową firma Ditmara zaczęła w coraz większym stopniu specjalizować się w produkcji tego typu lamp osiągając już w latach 60 XIX w. pozycję światowego lidera, co było możliwe m.in. dzięki ciągłym udanym ulepszeniom konstrukcji lamp, w czym udział miał sam Rudolf, jako projektant i autor 52 patentów na różne elementy urządzeń oświetlających, w tym palników i kloszy lamp naftowych. W tym okresie w jego fabryce pracowało 400 osób. W roku 1879 Ditmar otworzył filię swojej fabryki na warszawskiej Pradze, produkowała ona m.in. lampy naftowe i ich części. W 1878 w Znojmie założył fabrykę ceramicznych korpusów lamp, choć wytwarzała ona również wyroby z majoliki, w tym artystyczne, ceramiczną armaturę sanitarną i ceramiczne płytki (niektóre źródła wskazują, że zakład ten założył jego syn Rudolf Ditmar, a Karl Rudolf przejął przedsiębiorstwo po śmierci syna w 1887), w 1890 fabrykę lamp w Mediolanie. Z kolei sieć hurtowni obejmowała Europę i przez krótki czas także kilka miast w Indiach oraz Chinach. W fabrykach Ditmara produkowano różne rodzaje lamp naftowych (np. stołowe, kuchenne, specjalne) w wielu modelach – w ostatniej dekadzie XIX w. liczba modeli przekroczyła tysiąc, a wielkość produkcji rocznej wahała się między ćwierć a pół miliona egzemplarzy lamp. Firma sprzedawała także licencje na swoje produkty innym producentom. 
W latach 60. został posłem sejmu Dolnej Austrii oraz pracował w ministerstwie handlu.
Po śmierci Rudolfa prowadzenie firmy przejęły jego dzieci – syn Gerhard i trzy córki, którzy dokonali w 1907 fuzji firmy z inną dużą wiedeńską wytwórnią lamp naftowych należącą do rodzeństwa Brünnerów i od tej pory działała ona jako Ditmar-Brünner AG.
Inny syn Karla Rudolfa, Rudolf (1848–1887) pracował w firmie ojca, założył i kierował do śmierci wyżej wspomnianą fabryką wyrobów ceramicznych w Znojmie.

## Nagrody
- Order Franciszka Józefa (1863)[11]
- Order Korony Żelaznej[11]
- honorowe tytuły radcy komercjalnego i radcy cesarskiego[11]